# Losing Earth
Losing Earth („Der Verlust der Erde“) ist ein Buch von Nathaniel Rich. Es erschien am 9. April 2019 in englischer und in deutscher Sprache und am 2. Mai 2019 in französischer Sprache. 
Das Buch wurde schnell ein internationaler Bestseller. Es fußt auf zahlreichen Interviews und entstand aus einer im New York Times Magazine erschienenen umfangreichen Reportage über die Klimakrise.

## Inhalt

Die Keeling-Kurve zeigt die Zunahme des CO_{2}-Anteils in der Atmosphäre, gemessen am Mauna Loa

Die Kernthese von Losing Earth ist, dass die Klimakatastrophe, in der sich die Erde befindet, in den Jahren 1979 bis 1989 abwendbar gewesen wäre, die Chance dazu jedoch verspielt wurde. Damals lag die Konzentration des Treibhausgases Kohlenstoffdioxid in der Atmosphäre mit etwa 335 ppm zwar bereits über dem über Jahrtausende stabilen Rahmen, jedoch hätte dieser Wert noch vergleichsweise harmlose Folgen gehabt. Akteure in Richs Reportage sind der Umweltvertreter Rafe Pomerance und der NASA-Wissenschaftler James E. Hansen sowie weitere Aktivisten, Wissenschaftler und Berater in deren Umfeld. Gemeinsam erkannten sie die Beschleunigung der Überhitzung des Klimasystems der Erde und sammelten Lösungen, mit denen sich diese Überhitzung abwenden lässt. Rich argumentiert, dass die damalige Debatte sich weder bzgl. der Erkenntnis über die Problemlage noch bzgl. der Lösungsansätze von der heutigen Debatte maßgeblich unterscheidet. Jedoch scheiterten – kurz bevor 1989 ein Durchbruch erzielt werden konnten – alle Versuche, einen breiten öffentlichen Konsens zu erlangen, der eine Klimakatastrophe abgewendet hätte. 
Rich glaubt, dass wir bereits mitten in einer katastrophalen Entwicklung stecken und dass es sehr unwahrscheinlich sei, die Erderwärmung auf zwei Grad zu begrenzen, was gemäß James E. Hansen bereits eine "Anleitung für eine lang dauernde Katastrophe" sei. Diese lang dauernde Katastrophe sei nun das günstigste Szenario. Sollte die Erwärmung auf 3 Grad ansteigen, wäre dies eine kurzweilige Katastrophe, bei 5 Grad Erwärmung drohe gemäß mancher "der bekanntesten Klimaforscher, die sonst kaum zur Übertreibung neigen" das "Ende der menschlichen Zivilisation". Hierfür wäre dann die Erderwärmung gar nicht mehr die direkte Ursache, sondern vielmehr die durch sie und begleitende Umweltkrisen ausgelösten Folgeeffekte wie Hunger, Dürre, Meeresspiegelanstieg und Flüchtlingsströme von Hunderten Millionen Menschen und damit einhergehende Kriege um Ressourcen der Hauptgrund.
"Wir" Menschen hätten in den vergangenen Jahrzehnten gewusst, dass wir den Untergang unserer heutigen Zivilisation riskieren, und wir wüssten es heute. Wir wüssten, "dass eine Erderwärmung um zwei Grad weit schlimmer ist als um anderthalb Grad und dass das Operieren mit halben Gradschritten schon an sich euphemistisch" sei. "Jede Stelle hinter dem Komma" sei "schlimmer als die davor: 2,1 Grad ist erheblich besser als 2,2 Grad, was wiederum in dramatischer Weise besser ist als 2,3 Grad." Wir wüssten ebenso, "dass die kommenden Veränderungen für unsere Kinder noch schlimmer sein werden und noch einmal schlimmer für deren Kinder", und wir hätten durch unser Verhalten bewiesen, dass uns deren Schicksal "völlig egal" sei. Stattdessen würden wir uns in "Ausflüchte" stürzen da wir "nicht gern an Verlust oder Tod" dächten und es schwierig sei, "nüchtern über eine existenzielle Bedrohung der Spezies nachzudenken". Natürlich werde es der "Erde und dem Klima" gutgehen, aber "dem Menschen wird es nicht gutgehen". Eine Erwärmung um 5 Grad bedeute, dass die Menschheit "vor einem neuen finsteren Zeitalter" stünde. Dieser Tatsache könnten die Menschen nicht leicht ins Auge sehen, aber es habe "aufklärende Wirkung, wenn man es tut". Denn erst dies lasse "jene Dimension der Krise deutlich hervortreten, die bislang weitgehend unberücksichtigt geblieben ist: die moralische Dimension".

## Rezensionen
- „Eine Lektüre, die zornig machen kann: Nathaniel Rich zeigt, dass die Folgen des Klimawandels schon in den späten siebziger Jahren bekannt waren.“ – Frankfurter Allgemeine Zeitung[4]
- „Losing Earth ist eine Offenbarung. Als ich die Geschichte letzten Sommer in der New York Times las, traute ich meinen Augen nicht. Es kommt nicht oft vor, dass eine Zeitung ein kleines Buch als Sonderausgabe druckt und mit Fotos und Videos frei zugänglich im Netz hält. Während des Lesens stand mir immer wieder der Mund offen. Ich war wütend und wurde kampflustig. Ich konnte kaum glauben, was ich las.“ – Der Standard[5]
- „Das Thema Erderwärmung ist ein Dauerthema: Gestützt auf Interviews berichtet der US-Autor Nathaniel Rich in seiner historischen Reportage ‚Losing Earth‘, wie die drohende Klimakatastrophe vor Jahrzehnten hätte verhindert werden können.“ – Deutschlandradio Kultur[6]
- „Es gibt Geschichten, die verändern die Art und Weise, wie man die Welt sieht und versteht, und "Losing Earth" von Nathaniel Rich im Magazin der "New York Times" ist so eine Geschichte, Journalismus wie von einem anderen Stern: Auf einmal ist all das, was man eh wusste, in einer neuen Klarheit und Dringlichkeit greifbar, mit einem Knall wird deutlich, in der nicht nachlassenden Hitze dieser Wochen, was es bedeutet, im Zeitalter der Katastrophe zu leben.“ – Spiegel Online[7]
- „Ein ebenso gründlich recherchiertes wie leidenschaftliches Buch ... Diese Geschichte ist eine Warnung und dabei noch gar nicht zu Ende erzählt. Beim Lesen des Buches stellte ich mir unwillkürlich vor, wie meine Kinder irgendwann eine spätere Ausgabe lesen, die dann auch berichtet, wie meine Generation auf das reagiert, was wir jetzt wissen.“ – Jonathan Safran Foer[8]